# 哥氏剛果棱鯷
哥氏剛果棱鯡為輻鰭魚綱鲱形目鲱科的其中一種，分布於非洲剛果河中部流域，體長可達3.5公分，棲息在溪流，屬肉食性，以昆蟲幼蟲、甲殼類為食，可做為食用魚。

## 擴展閱讀
維基物種上的相關：哥氏剛果棱鯡